# Xylocopa hellenica
Xylocopa hellenica là một loài Hymenoptera trong họ Apidae. Loài này được Spinola mô tả khoa học năm 1843.